# Andrena maidaqi
Andrena maidaqi là một loài Hymenoptera trong họ Andrenidae. Loài này được Scheuchl & Gusenleitner mô tả khoa học năm 2007.